# Бег на 600 метров
Бег на 600 ме́тров — дисциплина, относящаяся к средним дистанциям беговой легкоатлетической программы. Некоторые специалисты считают её «длинным спринтом».
Дисциплина требует от спортсменов спринтерских качеств и специальной скоростной выносливости. Проводится в летнем (400-метровая дорожка) и зимнем (200-метровая дорожка) сезонах. Старты на 600 метров чаще проводятся в зимний сезон и используются бегунами на 800 метров для подготовки к летнему сезону. Бег на 600 метров не является олимпийской дисциплиной лёгкой атлетики.

## Тактика и техника
Для достижения высоких результатов необходимо иметь спринтерские качества и умение грамотно распределить силы. Однако для результатов мирового уровня нужна ещё «скоростная выносливость». Поэтому бег на 600 метров считается довольно узкой специальностью и практикуется бегунами на 800 метров (реже на 400 метров) как элемент подготовки к основным дистанциям.

## Лучшие результаты у мужчин
- По состоянию на март 2023.[1]

Лучшие результаты за всю историю лёгкой атлетики на открытых стадионах:
| Место | Время   | Имя               | Страна  | Дата            | Место                    |
| ----- | ------- | ----------------- | ------- | --------------- | ------------------------ |
| 1     | 1:12.81 | Джонни Грей       | США     | 24 мая 1986     | Санта-Моника,США         |
| 2     | 1:13.10 | Дэвид Рудиша      | Кения   | 5 июня 2016     | Бирмингем,Великобритания |
| 3     | 1:13.21 | Пьер-Амбруаз Босс | Франция | 5 июня 2016     | Бирмингем,Великобритания |
| 4     | 1:13.28 | Дуэйн Соломон     | США     | 1 июля 2013     | Бернаби,Канада           |
| 5     | 1:13.49 | Джозеф Мутуа      | Кения   | 27 августа 2002 | Льеж,Бельгия             |

## В России
Забеги на 600 м традиционно были частью соревнований Русская зима. Именно на этом турнире 7 февраля 2010 года Юрий Борзаковский установил высшее достижение России на дистанции 600 метров в манеже (1:16.02), которое продержалось 13 лет и 11 месяцев. На тот момент это было шестое лучшее время на этой дистанции в манеже за всю историю. Борзаковский превзошёл результат, показанный Виктором Калининым в 1989 году, на 0.81 секунды.
Там же на Русской зиме было установлено высшее мировое достижение в беге на 600 метров на закрытых стадионах среди женщин. 1 февраля 2004 года Ольга Котлярова финишировала с результатом 1:23.44. Она превзошла время Любови Кирюхиной, показанное ещё в 1987 году, более чем на 2 секунды. В январе 2023 года Кили Ходжкинсон смогла сбросить 0.03 секунды с результата Котляровой, установив новую планку для высших мировых достижений в манеже. Тем не менее, результат Котляровой остаётся в 10-ке лучших на этой дистанции как для открытых стадионов, так и для манежей.
7 января 2024 года Савелий Савлуков установил новое высшее достижение России на дистанции 600 метров в манеже спорткомплекса «Луч» (Екатеринбург), преодолев 3 круга по 200 метров за 1:15.09. Этот результат является лучшим в истории не только для российских, но и для европейских атлетов. Предыдущий неофициальный рекорд континента принадлежал немецкому бегуну Нико Мотчебону, который преодолел эту дистанцию за 1:15.12 на соревнованиях в немецком Зиндельфингене в 1999 году. Время показанное Савлуковым, стало седьмым лучшим за всю историю. Первые шесть результатов у атлетов из США и Кении.
На открытых стадионах лучший результат европейских бегунов 1:13.21 был показан Пьером-Амбруазом Боссом в Бирмингеме в 2016 году.